# ابلاغ (حقوق)
ابلاغ در اصطلاح حقوقی عبارت از مطلع ساختن مخاطب از مفاد ورقه قضایی، طبق تشریفات قانونی است. بیشتر تصمیمات و اقدامات دادگاه باید مسبوق به ابلاغ به طرفین دعوی و وکلای آنان و گواهان و کارشناسان باشد، که این امر اصولا توسط ابلاغ صورت می‌گیرد. در لغت به معنای رسانیدن (نامه یا پیام) می‌باشد.